# 隆安県
隆安県（りゅうあん-けん）は中華人民共和国広西チワン族自治区南寧市に位置する県。

## 行政区画
- 鎮：城廂鎮、南圩鎮、雁江鎮、那桐鎮、喬建鎮、丁当鎮
- 郷：古潭郷、都結郷、布泉郷、屏山郷

## 交通
- G324国道

## 健康・医療・衛生
- 隆安県人民医院